# Carl Krone

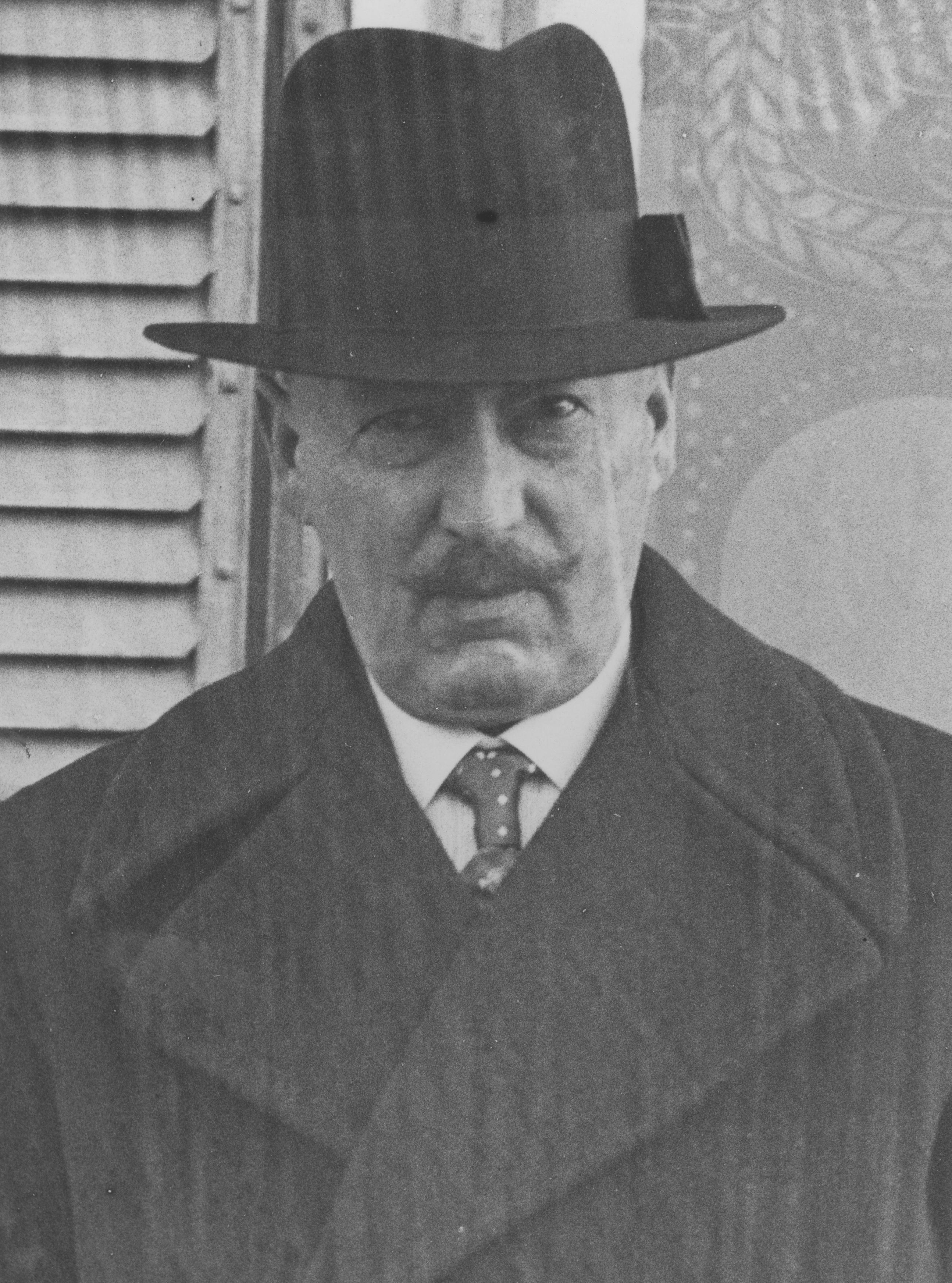
Carl Krone

Carl Krone (* 21. Oktober 1870 in Osnabrück; † 4. Juni 1943 in Salzburg) war ein deutscher Zirkusdirektor aus der zweiten Generation der bekannten Krone-Dynastie und Gründer des Circus Krone. Sein Urgroßvater war der Magier Philadelphicus.

## Leben
Krone trat von Kindheit an in der Menagerie Continental, der wandernden Tiersammlung seines Vaters Karl Krone, auf deutschen Jahrmärkten auf. 1888 zeigte er erstmals unter dem Namen „Monsieur Charles“ seine Tierdressuren; 1893 gelang ihm mit der Vorführung eines auf einem Pferd reitenden Löwen eine Sensation. Nach dem Tod seines Vaters 1900 übernahm Krone die Leitung des Unternehmens, das er am 28. Mai 1905 in Zirkus Charles und 1913 in Circus Krone umbenannte. 

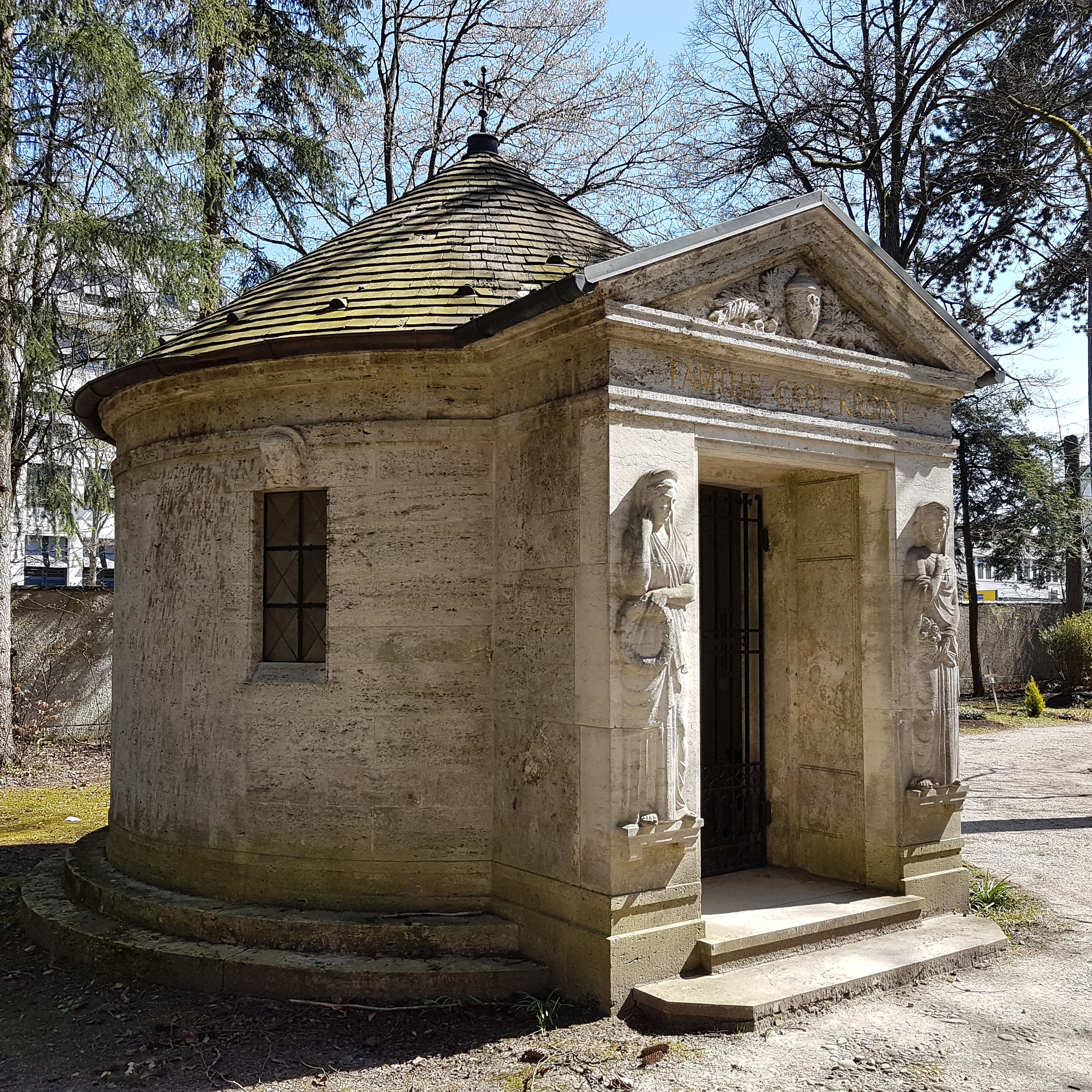
Die Grabkapelle der Familie auf dem Münchener Waldfriedhof

 Zusammen mit seinen Schwestern und seiner Frau Ida († 1957), einer Tochter des Schaustellers Ahlers, baute er den Zirkus zu einem der größten seiner Art in Europa aus. Das Drei-Manegen-Prinzip, das Krone aus den USA übernahm, konnte sich in Deutschland jedoch nicht durchsetzen. Die Zeit der Weltwirtschaftskrise überbrückte der Zirkus, der seit 1919 über einen festen Bau auf dem Münchner Marsfeld verfügt (Neubau 1962), mit Tourneen durch Italien, Spanien, Frankreich, Österreich, Ungarn und die Schweiz. 1932 kaufte er den Kronepark.
Der Zirkus Krone wurde später von Krones Tochter Frieda Sembach-Krone (1915–1995) und ihrem Mann, dem Dompteur Carl Sembach (1908–1984), weitergeführt.